# Euploea albopunctata
Euploea albopunctata är en fjärilsart som beskrevs av Ribbe 1898. Euploea albopunctata ingår i släktet Euploea och familjen praktfjärilar. Inga underarter finns listade i Catalogue of Life.